# Mats Ulfendahl
Mats Ulfendahl, född i Stockholm 1959, forskningsdirektör i Region Östergötland och tidigare professor vid Karolinska Institutet och huvudsekreterare vid Vetenskapsrådet i Stockholm. Ordförande i Svenska Sällskapet för Medicinsk Forskning (SSMF) och styrelseordförande i Forskningsinstitutet Hörselbron. Ledamot i regeringens samverkansgrupp för hälsa och life science. Styrelseledamot Institutet för framtidsstudier, Södertörns högskola och EUREGHA (European Regional and Local Health Authorities).
Mats Ulfendahl skriver om det svenska forskningssystemet på bloggen Medicinsk forskning (www.matsulfendahl.se).
Efter värnpliktstjänstgöring och utbildning till reservofficer vid Svea Livgarde samt studier vid Karolinska Institutet disputerade Mats Ulfendahl 1989 i ämnet fysiologi med en avhandling om hörselorganets funktion. Blev 1991 docent i fysiologi och 2004 professor i experimentell audiologi och otologi vid Karolinska institutet i Solna. Var under åren 2002-2010 föreståndare för Centrum för hörsel- och kommunikationsforskning vid Karolinska Institutet. Han initierade och var fram t.o.m. 2009 föreståndare för ett s.k. FAS-Centrum och ett 10-årigt forskningsprogram fokuserat på hörsel och hörselproblem i arbetslivet.. Åren 2010-2015 var Mats Ulfendahl huvudsekreterare för medicin och hälsa vid Vetenskapsrådet, där han också ingick i myndighetens ledningsgrupp. Ledde arbetet för bildandet av en trans-europeiskt samarbetesstruktur kring forskning om antibiotikaresistens, Joint Programming Initiative on Antimicrobial Resistance, och var 2010-2016 Sveriges representant och ordförande i dess styrgrupp (Management Board). Mats Ulfendahl genomgick 2015 Offentliga sektorns managementprogram vid Handelshögskolan i Stockholm.  Utsågs 2018 till forskningsdirektör i Region Östergötland. Tilldelades 2001 Petrus och Augusta Hedlunds jubileumspris på 4 miljoner kronor och 2016 Tandläkare-Sällskapets Hedersutmärkelse. Promoverades i oktober 2016 till odontologie hedersdoktor vid Malmö universitet. 
Medförfattare till en svensk lärobok i fysiologi (Fysiologi; Lännergren, Ulfendahl, Lundeberg & Westerblad, Studentlitteratur, 6:e uppl. 2017). Gav 2021 ut en bok om det svenska forskningssystemet och hur forskning finansieras, Forskning och pengar - om forskningsfinansiering (Ulfendahl, Lava Förlag 2021).
Mats Ulfendahl är gift med Violeta Bucinskaite Ulfendahl, medicine doktor och överläkare vid Sabbatsbergs sjukhus. De är bosatta i Stockholm och har två döttrar. Han är son till Carl Torsten Ulfendahl (född 1922 i Gävle, död 1965 i en bilolycka) och Margaretha, född Wernell (1931–2005). Fadern utbildade sig till ingenjör och var vid sin död förste byråingenjör vid Kungliga Flygförvaltningen i Stockholm. Han var sedan unga år en mycket produktiv konstnär.